# Idoia Zenarruzabeitia
Idoia Zenarruzabeitia Beldarrain (Galdácano, 6 de junio de 1959) es una política española del Partido Nacionalista Vasco, vicelendakari del Gobierno Vasco entre 1999 y 2009.

## Biografía
Es licenciada en Derecho Jurídico Económico por la Universidad de Deusto. 
Fue parlamentaria vasca durante las legislaturas 1986-1990 y 1990-1994. En enero de 1995 fue nombrada secretaria general de Coordinación y para la Modernización Administrativa de la vicepresidencia del Gobierno Vasco, a cargo de Juan José Ibarretxe del último gobierno de José Antonio Ardanza.
En enero de 1999 fue nombrada vicelendakari y consejera de Hacienda y Administración Pública por el nuevo lendakari del Gobierno Vasco, Juan José Ibarretxe. Su mandato finalizó cuando Patxi López fue elegido nuevo lendakari y suprimió el puesto.
Es familia de la directora del Instituto Vasco de Administración Pública (IVAP) Maite Iruretagoiena Ibarguren.